# Sarconesia gracielae
Sarconesia gracielae är en tvåvingeart som beskrevs av Mariluis 1982. Sarconesia gracielae ingår i släktet Sarconesia och familjen spyflugor. Inga underarter finns listade i Catalogue of Life.